# Parc de Svensksund
Le parc de Svensksund (en suédois : Svensksundsparken) est un parc public du quartier de Skeppsholmen à Stockholm en Suède. 

## Description
Svensksundsparken est un parc situé dans l'île de Skeppsholmen. 
Le parc est un espace vert d'environ 50 mètres de large qui s'étend entre Svensksundsvägen et l'hôtel Skeppsholmen (en) traversant le centre de l'île d'est en ouest.
Comme le nom du Svensksundsvägen, le nom du parc Svensksund dérive également de la pierre de Svensksund trouvée dans la partie orientale du parc. La pierre a été dévoilée le 9 juillet 1890, lors de la célébration du centenaire de la victoire de la bataille de Svensksund. Le parc et la rue ont reçu leur nom actuel en 1972.
Dans la partie occidentale du parc se trouve le groupe de sculptures Paradiset, et dans la partie orientale, en plus de la pierre commémorative, se trouve également une ancienne pompe à main appelée pompe de Caisa Rulta. 
La pompe était la seule source d'eau potable à Skeppsholmen jusqu'en 1871, lorsque l'île fut reliée au nouveau réseau municipal d'approvisionnement en eau et que le château d'eau de la maison de l'Amirauté fut érigé.

## Galerie

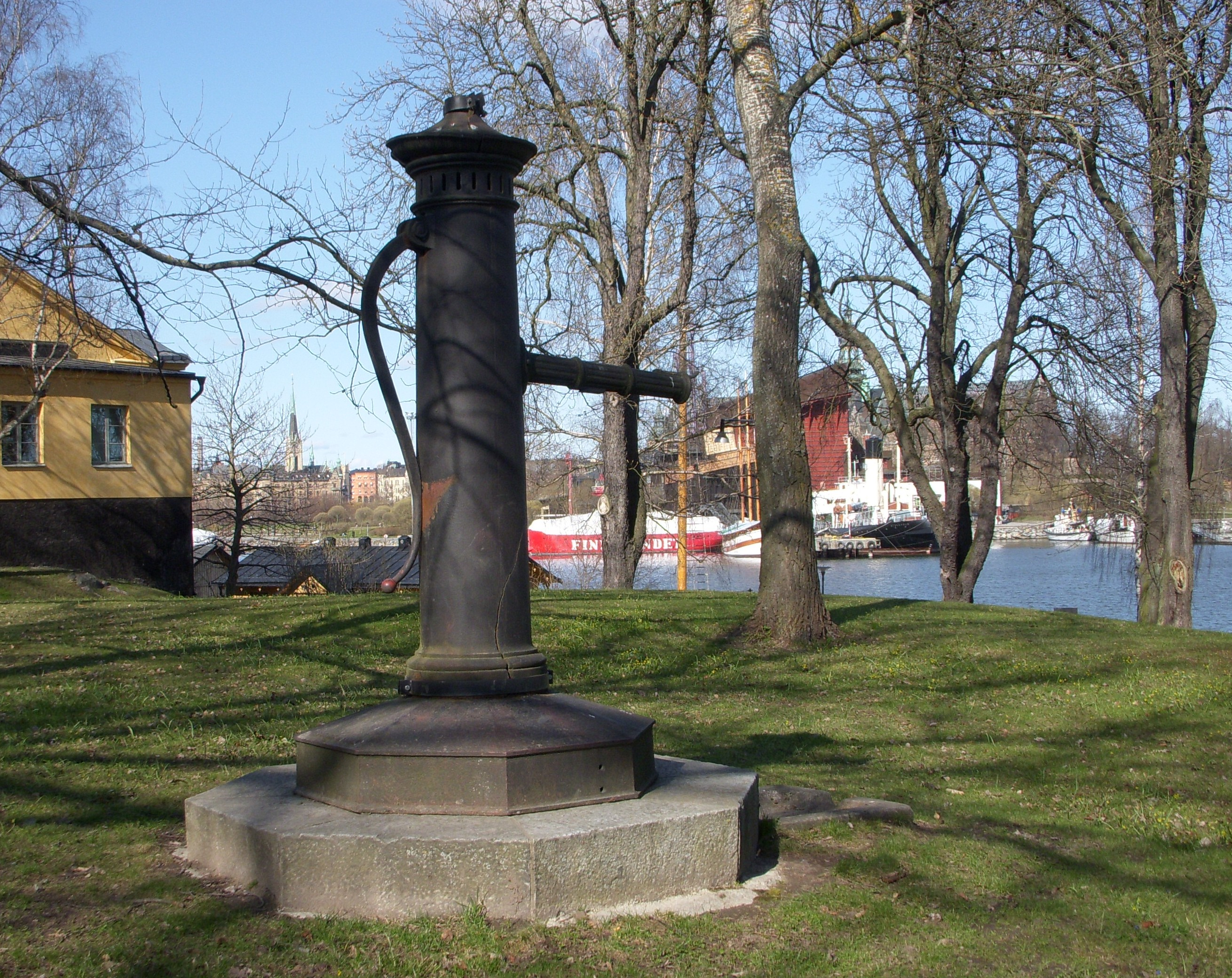
Pompe de Caisa Rulta.
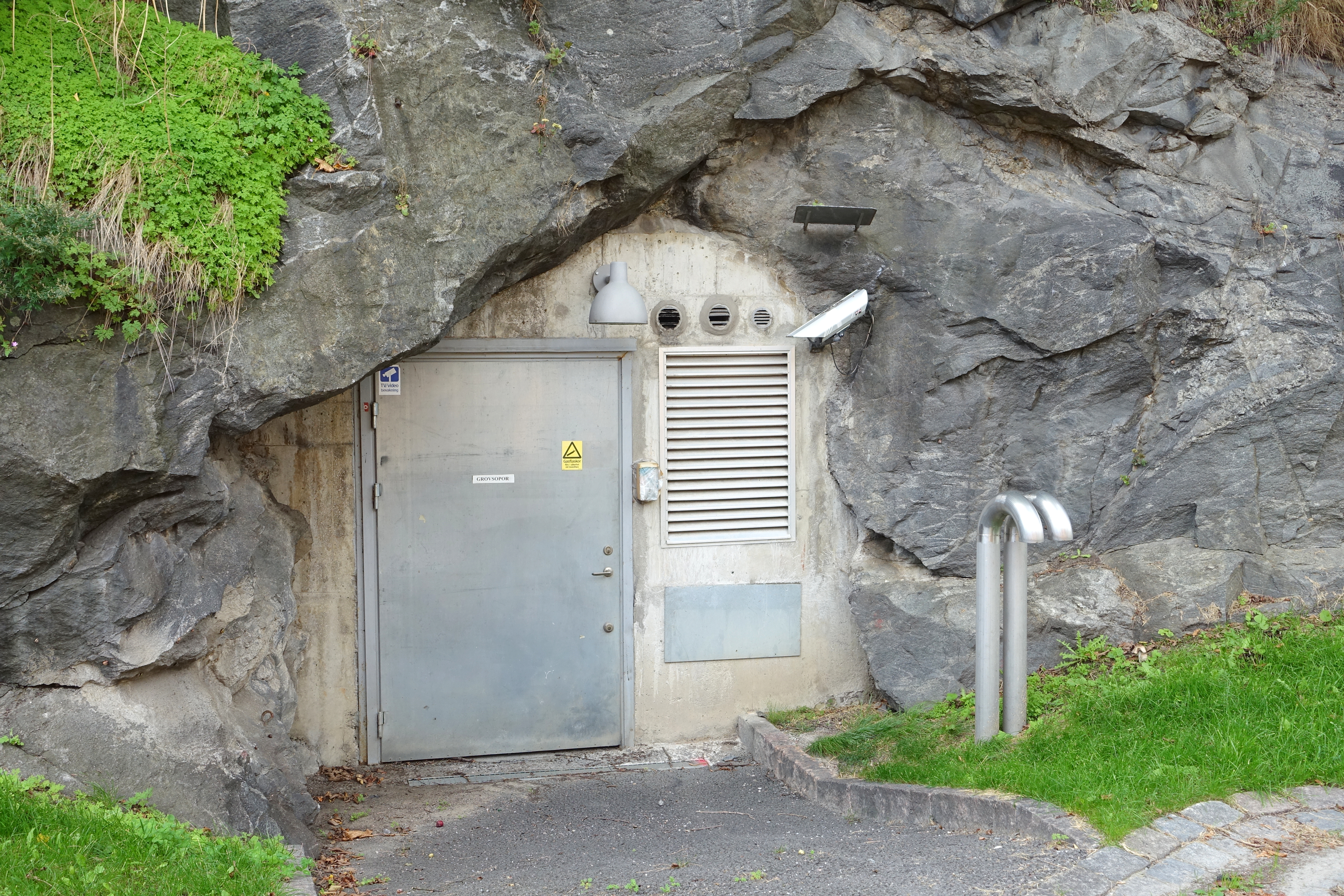
Bunker dans le parc.
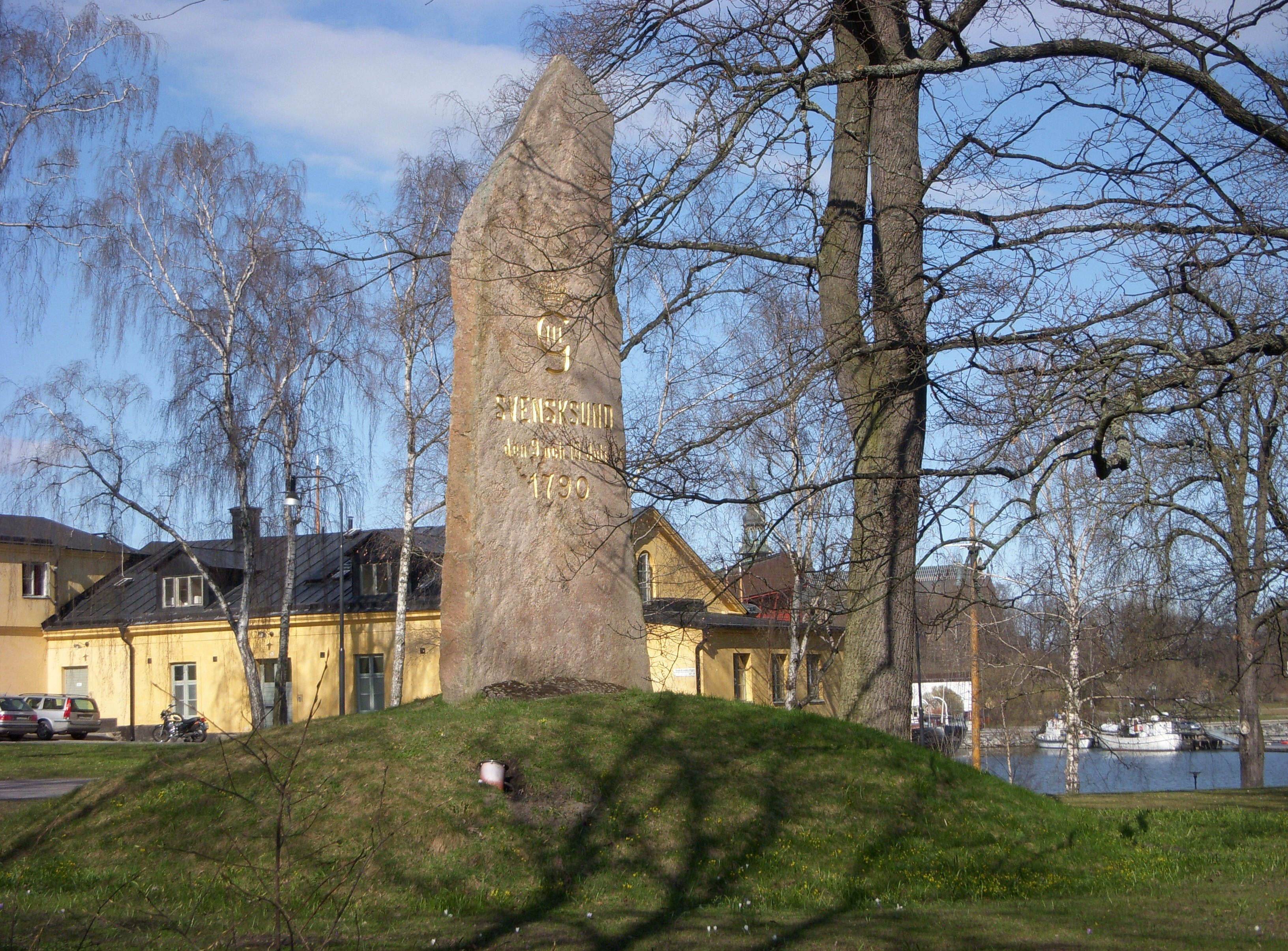